# 추부면
추부면(秋富面)은 충청남도 금산군의 면이다. 대전광역시 동구 삼괴동과 접하며, 마전리까지 대전광역시의 시내버스가 수시로 운행 중이다.

## 연혁
- 백제 시대: 진동현
- 1413년: 진산군 동일면, 동이면에 속함.
- 1896년: 전라북도 진산군
- 1914년 3월 1일: 부군면 통폐합으로 동일면과 동이면을 병합해 추부면이라 칭함
- 1962년 12월 12일: 전라북도에서 충청남도로 환원[1]
- 1973년: 복수면 용지리를 편입

## 행정 구역
| 법정리 | 한자명 | 행정리  | 자연마을                           | 비고                   |
| ------ | ------ | ------- | ---------------------------------- | ---------------------- |
| 마전리 | 馬田里 | 마전1리 | 시장촌                             |                        |
| 마전리 | 馬田里 | 마전2리 | 새뜸, 불근뎅이                     |                        |
| 마전리 | 馬田里 | 마전3리 | 상마전                             |                        |
| 마전리 | 馬田里 | 마전4리 | 시장촌 일부                        |                        |
| 마전리 | 馬田里 | 마전5리 | 진도리                             |                        |
| 마전리 | 馬田里 | 마전6리 | 하마전                             | 면 행정복지센터 소재지 |
| 마전리 | 馬田里 | 마전7리 | 미삭리                             |                        |
| 마전리 | 馬田里 | 마전8리 | 근로자아파트 주변                  |                        |
| 마전리 | 馬田里 | 마전9리 | 태봉마을                           |                        |
| 비례리 | 備禮里 | 비례1리 | 새터, 골말, 잠실, 갈마지, 강당     |                        |
| 비례리 | 備禮里 | 비례2리 | 바디골, 이앞이, 자당골, 도장골     |                        |
| 서대리 | 西臺里 | 서대1리 | 수통골                             |                        |
| 서대리 | 西臺里 | 서대2리 | 큰말, 동석                         |                        |
| 성당리 | 聖堂里 | 성당1리 | 지경수, 윗말, 가운데뜸, 대시미티   |                        |
| 성당리 | 聖堂里 | 성당2리 | 당산말, 안말, 아랫말               |                        |
| 신평리 | 新坪里 | 신평1리 | 벌말, 밤나무골, 웃터, 평촌         |                        |
| 신평리 | 新坪里 | 신평2리 | 신탑리                             |                        |
| 요광리 | 要光里 | 요광1리 | 검한이                             |                        |
| 요광리 | 要光里 | 요광2리 | 행정, 박오재                       |                        |
| 요광리 | 要光里 | 요광3리 | 장산리                             |                        |
| 용지리 | 龍池里 | 용지1리 | 아랫못골, 웃못골                   |                        |
| 용지리 | 龍池里 | 용지2리 | 용골, 장바우, 새터                 |                        |
| 자부리 | 自富里 | 자부리  | 상촌, 남산, 옥대, 어덕말           |                        |
| 장대리 | 場垈里 | 장대1리 | 장터, 서정, 고름쟁이, 삼박골, 삽재 |                        |
| 장대리 | 場垈里 | 장대2리 | 웃승암, 아랫승암                   |                        |
| 추정리 | 秋井里 | 추정1리 | 가래울                             |                        |
| 추정리 | 秋井里 | 추정2리 | 동정리(문화마을)                   |                        |

## 교육
- 성대초등학교 (신평리)
- 추부초등학교 (마전리)
- 추부중학교 (마전리)
- 중부대학교 충청캠퍼스 (마전리)

## 같이 보기
- 깻잎